# Panzer 61

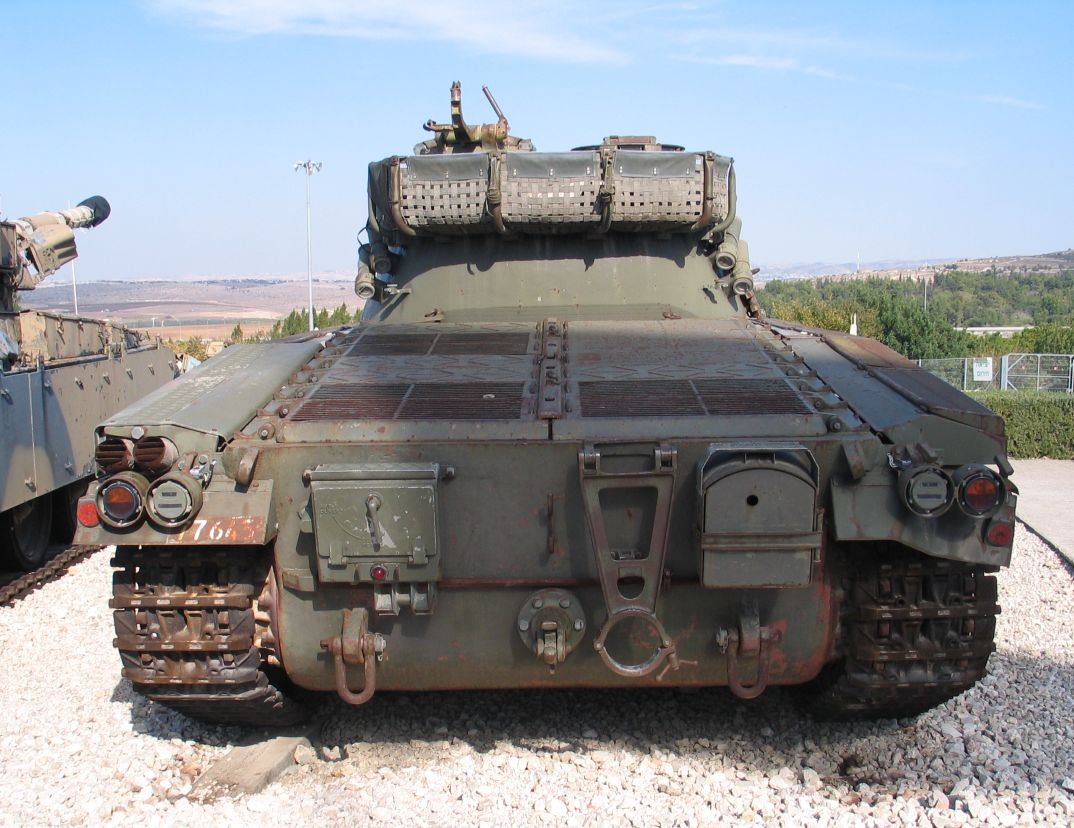
Achteraanzicht

De Panzer 61 was de directe opvolger van de Panzer 58. De Panzer 58 was de eerste Zwitserse tank en de Panzer 61 is een verbeterde versie. De uiterlijke verschillen zijn klein. De tank had een 105mm-kanon als hoofdbewapening. In totaal zijn er 150 exemplaren van gemaakt. Ze zijn tussen 1964 en 1994 in gebruik geweest bij het Zwitserse leger.

## Ontwikkeling
In 1953 gaf de regering opdracht voor de ontwikkeling van een eigen tank. De Eidgenoessische Konstruktionswerkstaette (K+W), later opgegaan in RUAG, in Thun kreeg de opdracht. Deze tank kreeg uiteindelijk een Brits 105mm-kanon. Van de Panzer 58 zijn in totaal 12 exemplaren gemaakt, inclusief 2 prototypen.
Eenmaal uitontwikkeld plaatste de Zwitserse regering op 16 maart 1961 een order voor 150 tanks, deze kregen de aanduiding Panzer 61. De tanks werden geleverd in de periode van 1964 tot 1967.

## Beschrijving
De tank had een standaardindeling, met voorin de chauffeur, in het midden de koepel en achterin de motor, versnellingsbak en besturing. De motor was een Mercedes-Benz dieselmotor type 837 met 8 cilinders in V opstelling. De cilinderinhoud was 29.900 cc. Het vermogen was 630 pk bij 2.200 toeren per minuut. Er was een tweede hulpmotor geïnstalleerd voor het opwekken van energie voor het starten van de hoofdmotor, de bediening van de geschutskoepel en apparatuur, maar deze kon ook – voor zeer korte afstanden – worden gebruikt om de tank voort te bewegen. Deze 4 cilinder dieselmotor had een vermogen van 31 pk. De versnellingsbak telde zes versnellingen voor- en twee achteruit. De maximale snelheid op de weg was 55 km/u en in terrein lag dit op ongeveer 30 km/u. Het voertuig kon 760 liter dieselolie meenemen in de brandstoftanks.
De romp en de toren van de tank waren gemaakt van gegoten staal. De koepel was in het midden geplaatst en bood ruimte aan drie bemanningsleden, de commandant, richter en lader. De lader zat als enige links in de koepel. De commandant en lader beschikten beiden over een eigen koepeltje met glas voor observaties buiten de tank. Naast het Royal Ordnance L7 kanon met kaliber 105mm was een 20mm-snelvuurkanon van Oerlikon geplaatst. Ten slotte was het voertuig uitgerust met een 7,5mm-machinegeweer, dat gemonteerd was boven op de koepel en enig afweer bood tegen vliegtuigen.
In de tank was ruimte voor 56 granaten met kaliber 105mm. Hiervan stonden er 12 opgesteld in de toren voor direct gebruik en de overige 44 stonden – gelijk verdeeld – links en rechts van de chauffeur aan de voorzijde van de tank.
De laatste verbeterde versie, de Panzer 61 AA9, kreeg in plaats van het 20mm-snelvuurkanon een tweede 7,5mm-machinegeweer.

## Inzet
Van deze tank zijn 150 exemplaren gemaakt. Alle eenheden zijn in gebruik genomen door het Zwitserse leger. Ze waren in dienst tot 1994. De tank werd stapsgewijs verbeterd tot en met de Panzer 61 AA9. Deze had in plaats van het 20mm-snelvuurkanon een tweede 7,5mm-machinegeweer. Dit leidde uiteindelijk tot de Panzer 68.
Een exemplaar van de Panzer 61 staat opgesteld in het Pantsermuseum Thun.